# Zabiullah Mudschahid

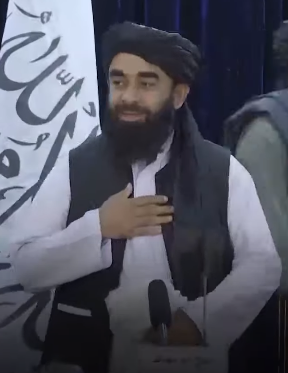
Zabiullah Mudschahid

Zabiullah Mudschahid (Paschtun: ذبیح الله مجاهد; Ẕabīḥullāh Mujāhid, auch Zabihullah Mudschahid und Dhabih Allah Mudschahid) ist Pressesprecher der Taliban und des Islamischen Emirats Afghanistan.
Im August 2021 wurde Mudschahid international bekannt, als er nach der Machtübernahme der Taliban in Afghanistan in Kabul als Pressesprecher auftrat. Davor kommunizierte er im Namen der Taliban über Handyanrufe, Textnachrichten, E-Mails, Twitter und Postings auf dschihadistischen Websites. Auf seinem Twitter-Konto veröffentlichte er über Jahre hinweg Videoaufnahmen, die die Aktivitäten der Taliban zeigen.

## Leben

### Alter und frühe Karriere
Mudschahid beschrieb sich selbst in einer Reihe von Interviews, die er per Mobiltelefon führte. Aufgrund von Sicherheitsbedrohungen zog er ständig umher und blieb nicht an einem einzigen Ort. Er gab an, einen Master-Abschluss in Religionswissenschaften zu haben, ohne aus Sicherheitsgründen das Land zu nennen, in dem er studiert hat. Unter der Taliban-Regierung von 1996 bis 2001 war er Angestellter beim Ministerium für Kultur und Information. Von 2001 bis Mitte des 2000er Jahrzehnts kämpfte er selbst für die Taliban im Krieg in Afghanistan, ehe er ein Pressesprecher jener Miliz wurde.

### Taliban-Sprecher
Mudschahid wurde nach der im Januar 2007 erfolgten Verhaftung des Taliban-Sprechers Muhammad Hanif befördert.
Er war dafür verantwortlich, die Beteiligung der Gruppe an Anschlägen in ganz Afghanistan zu bestätigen oder zu dementieren:
Am 21. April 2017 bestätigte er einen Anschlag der Taliban auf einen Stützpunkt der afghanischen Armee in Masar-e Scharif, bei dem mehr als 140 Soldaten getötet wurden. Am 21. Januar 2019 verifizierte er einen Anschlag auf ein Ausbildungszentrum der Nationalen Sicherheitsdirektion in Wardak, bei dem über 100 Sicherheitskräfte getötet wurden. Am 29. November 2020 bejahte Mudschahid einen Angriff der Taliban auf einen Armeestützpunkt in Ghazni, bei dem 30 Sicherheitskräfte getötet wurden.
Am 17. Juli 2021 entschuldigte sich Mudschahid für den Tod des Reuters-Journalisten Danish Siddiqui, der bei einem Zusammenstoß zwischen afghanischen Streitkräften und Taliban getötet wurde. Mudschahid behauptete, die Taliban wüssten nicht, wie Siddiqui zu Tode gekommen sei, und forderte die Journalisten auf, die Taliban zu informieren, bevor sie das Kriegsgebiet betreten, damit sich die Gruppe „angemessen um die betreffende Person kümmern kann“.
Siehe auch: Liste von Terroranschlägen in Afghanistan und Liste von Anschlägen in Kabul
Mudschahid trat erstmals am 17. August 2021 auf der ersten Pressekonferenz der Taliban nach deren Machtübernahme in Afghanistan, in Kabul an die Öffentlichkeit und beantwortete Fragen lokaler und internationaler Medienteams. Er spricht fließend Paschtu und Dari-Persisch.

#### Umstrittene Identität vor 2021
Ab 2011 erklärte das US-Militär, Mudschahid sei keine Einzelperson, sondern eine Persona mit diesem Namen, die von mehreren Taliban-Sprechern verwendet wurde. Einige Journalisten erklärten jedoch, dass sie seine Stimme wiedererkannt hätten und dass sie seit mehreren Jahren mit derselben Person kommuniziert hätten.
Ein Mann, der behauptete, Mudschahid zu sein, wurde Anfang 2009 von CNN-Reporter Nic Robertson mit dem Rücken zur Kamera interviewt. Robertson beschrieb den Mann als knapp 30 Jahre alt, bärtig und etwas über 1,80 m groß. Nach der Ausstrahlung des CNN-Interviews im Mai 2009 behauptete Zabiullah Mudschahid, mit dem die Journalisten per Mobiltelefon gesprochen hatten, dass der Interviewte ein Betrüger sei. Ein Geheimdienstanalyst sagte, dass der von CNN interviewte Mann einer von mehreren Personen war, die diese Persona benutzten. Der Analyst sagte: „Es ist unmöglich, dass Zabiullah Mudschahid nur eine Person sein kann... Keine Person könnte so viele Anrufe von den Medien entgegennehmen.“